# Теракт в Гао (2017)
Теракт в Гао 2017 года — теракт, произошедший 18 января, когда террорист-смертник, управляя транспортным средством, начиненным взрывчаткой, въехал в военный лагерь близ Гао, Мали, убив 77 человек и ранив по меньшей мере 115. Инцидент является самым смертоносным терактом в истории Мали.

## Инцидент
Около 9:00 по местному времени, автомобиль, начиненный взрывчаткой, въехал в базу где располагались члены малийской армии и боевики, которые подписали мирное соглашение с правительством. Согласно словам пресс-секретаря армии, автомобиль был обозначен знаками отличия воинской части. Десятки людей были убиты, однако точное число было первоначально неизвестно — малийский государственный канал ORTM заявил, что погибло 47 человек, в то время как служба президента оценила теракт в 60 погибших и 115 раненых. 19 января представитель французской армии заявил, что число погибших возросло до 77.
Аль-Каида в исламском Магрибе взяла на себя ответственность за нападение через организацию Аль-Мурабитун, которая заявила об том, что взрыв был наказанием за сотрудничество Мали с Францией.

## Последствия
Президент Мали Ибрагим Бубакар Кейта объявил трехдневный период национального траура. Министр иностранных дел Абдулай Гиот заявил, что нападение было совершено преступником, трусом и варваром, но он не сможет положить конец усилиям правительства по достижению мира с повстанцами.